# Ресава (област)
Вижте пояснителната страница за други значения на Ресава.
Ресава е историко-географски район в Поморавието, който се простира на разстояние от около 60 км на дължина и около 30 км ширина по поречието на едноименната река. Разположен е между река Велика Морава и планинските склонове на Кучай.
Ресава се поделя на Горна и Долна Ресава като подрайони. Център на Долна Ресава е Свилайнац, а природни и географски условия благоприятстват (плодородни земи и умерен климат) развитието на селското стопанство. Център на Горна Ресава е Деспотовац.
Тук се е намирала т.нар. Ресавска книжовна школа, обединила в себе си двете книжовни традиции в края на 14 век - рашката и търновската. Тук е творил Константин Костенечки, известен още и като Константин Философ.
Известният моравски говор се нарича още ресавски по името на средновековното книжовно средище.